# Giovanni Boaga
Giovanni Boaga (Trieste, 28 marzo 1902 – Tripoli, 17 novembre 1961) è stato un matematico e geodeta italiano.

## Biografia
Laureatosi in matematica all'Università di Padova nel 1926, fu professore di geodesia e topografia all'Università di Pisa e alla Sapienza di Roma; ricoprì l'incarico di Geodeta capo all'Istituto Geografico Militare di Firenze, dove si occupò di cartografia e del catasto terreni.
Boaga ideò la proiezione di Gauss-Boaga, modificando la proiezione di Gauss nella rappresentazione cartografica dell'Italia per l'Istituto Geografico Militare.
Nel 1960 ricevette la laurea ad honorem in ingegneria dalla Facoltà di Ingegneria dell'Università degli Studi (ora Politecnico) di Bari.
Fu presidente della Società Geografica Italiana dal 1955 al 1961, anno della sua morte, avvenuta a Tripoli.

## Opere
- Giovanni Boaga, Elementi di geodesia e topografia, Padova, CEDAM, 1941.
- Giovanni Boaga, Trattato di geodesia e topografia con elementi di fotogrammetria : Vol. I e II, Padova, Cedam, 1948.
- Giovanni Boaga, Topografia con elementi di geodesia ad uso degli studenti della Facoltà di Ingegneria, Padova, CEDAM, 1960.
- Giovanni Boaga, Manuale di topografia teorica e operativa, Torino, UTET, 1963.